# 鄭景銀
鄭景銀（：／ Jung Kyoung Eun，1990年3月20日—），韓国女子羽毛球运动员。她曾与柳晛榮赢得2007年世青賽女雙亞軍。随后携手金荷娜赢得亞洲羽毛球錦標賽女雙亞軍以及超級賽总决赛女雙季軍。然而，她与申昇瓚首次赢得了全英羽毛球公开锦标赛季军（2017年），当中包括里約奧運會羽毛球女双铜牌。她同時多次担任國家队主力成員身分连续征战4届優霸盃 （2010年、2012年、2014年和2016年）；其中最为出色的战绩是2010優霸盃的冠軍，亦是她首次成为世界冠军的时刻。然而3届蘇迪曼盃的主力（2013年、2015年和2017年），也曾在2017年帮助韩国重夺了苏杯冠軍以及随队出征亚运会女队 （2014年）。

## 簡歷

### 分齡賽時期：團體及雙打夺银
2007年10月，鄭景銀代表韩国参加新西蘭奧克蘭舉行的世界青年羽毛球錦標賽，在率先进行的团体赛，助韩国队赢得混合團體亚军；此外，还与青年期的柳晛榮赢得女子雙打亚军。
2008年7月，鄭景銀代表韩国参加马来西亚吉隆坡舉行的亚洲青年羽毛球錦標賽，在率先进行的团体赛，助韩国队赢得混合團體亚军；此外，还与青年期的Lee Se Rang赢得女子雙打季军。同年10月，她再次代表韩国参加印度浦那舉行的世界青年羽毛球錦標賽，助韩国队赢得混合團體亚军。

### 2009年-2010年 優盃首夺及大獎賽夺冠
2009年7月，鄭景銀与柳晛榮出战泰國羽毛球黃金大獎賽，在女双準决赛以1比2（18-21、21-16、12-21）不敌赛会4号种子、中国的高崚/魏轶力。
2010年1月，鄭景銀与柳晛榮出战韓國羽毛球超級賽，在女双準决赛以1比2（21-14、17-21、14-21）不敌赛会2号种子、日本强档的藤井瑞希/垣岩令佳。同期1月，她与柳晛榮出战馬來西亞羽毛球超級賽，在女双準决赛以0比2（11-21、13-21）不敌赛会2号种子、中国的杜婧/于洋。同年5月，她代表韓國参加吉隆坡舉行的尤伯杯羽毛球赛，助國家隊奪得冠軍，亦是她成为了新科世界冠军的荣誉。同年11月，她与柳晛榮出战韓國羽毛球黃金大獎賽，在女双决赛以2比1（21-16、18-21、21-19）击败了队友的嚴惠媛/金荷娜，赢得職業生涯中首個世界羽聯大獎賽女双冠軍。

### 2011年-2012年 黃金大獎賽及超级赛夺冠、伦敦奧運消极
2011年3月，鄭景銀与金荷娜出战瑞士羽毛球黃金大獎賽，在女双决赛以0比2（12-21、13-21）不敌队友的河貞恩/金旼貞，赢得亚军。同年7月，她与金荷娜出战美國羽毛球黃金大獎賽，在女双决赛以1比2（21-14、20-22、18-21）不敌赛会5号种子、队友的河貞恩/金旼貞，赢得亚军。同年11月，她与金荷娜出战澳門羽毛球黃金大獎賽，在女双决赛因对手退赛，赢得成年组国际赛事的冠军，亦是她赢得首个黃金大獎賽女双冠军。同年12月，她与金基正出战韓國羽毛球黃金大獎賽，在混双决赛以0比2（17-21、19-21）不敌队友的柳延星/張藝娜，赢得亚军。
2012年1月，鄭景銀与金荷娜出战韓國羽毛球首要超級賽，在女双準决赛以1比2（26-24、5-21、13-21）不敌赛会2号种子、中国的田卿/赵芸蕾。同年2月，她与金荷娜出战德國羽毛球公開賽，在女双决赛以0比2（21-23、13-21）不敌赛会8号种子、中国的夏欢/汤金华，赢得亚军。同年4月，她与金荷娜出战印度羽毛球超級賽，在女双决赛以2比0（21-17、21-18）击败了中国的包宜鑫/钟倩欣，赢得成年组国际赛事的冠军，亦是她夺得羽球生涯首个超級賽女双冠军。同年7月，鄭景銀韩国参加倫敦奧運出战女雙羽毛球；在比赛第31日上午，d組的丹麥組合卡米拉·吕特·尤尔/克里斯汀娜·彼德森在2012年夏季奧林匹克運動會羽球女双小组赛中击败中国组合田卿/赵芸蕾(趙在比賽中被羽球擊中眼睛)，(田/趙)組成為分組第二；因為(田卿/赵芸蕾)无法获得小组第一，而可能导致两隊中国运动员在决赛前提前相遇，所以a組世界排名第一的另一队中国组合于洋/王晓理在中午的比賽時，中韓雙方竟連發球都會出界，在第一局時球來回的次數不超過4次；韓國隊教練成漢國對中國隊明顯故意輸分的做法向裁判提出抗議，裁判長Thorsten Berg甚至親自走進球場, 提醒中國選手認真面對。最後中國隊以14-21, 11-21输给郑景银/金荷娜，場邊觀眾不滿的噓聲大作；虽然韓國隊抗議中國隊，但韩国队的既定战术是两队韩国选手在四强赛中相遇从而确保一对进入決賽。最终中韩，印尼四组运动员被国际羽联除名。年底8月14日，韩国羽协决定处罚涉事的河貞恩、金旼貞、金荷娜和鄭景银，禁止她們在未來两年参加任何国内、国际的羽毛球赛事。

### 2013年-2014年 德國、瑞士和中華台北羽球赛夺冠及亚锦赛和仁川亚运团体夺银
2013年1月，鄭景銀与金荷娜出战韓國羽毛球首要超級賽，在女双準决赛以0比2（16-21、11-21）不敌赛会头号种子、中国的王晓理/于洋。同年2月，她与金荷娜出战德國羽毛球黃金大獎賽，在女双决赛以2比1（11-21、21-14、21-13）击败了赛会5号种子、中国的马晋/汤金华，赢得黃金大獎賽女双冠军。同年3月，她与金荷娜出战瑞士羽毛球黃金大獎賽，在女双决赛以2比0（23-21、21-16）击败了晚辈的李紹希/申昇瓚，赢得黃金大獎賽女双冠军。同年5月，她入选蘇迪曼盃，助韩国队赢得混合團體亚军。同年8月，她參加中國廣州舉行的世界羽毛球錦標賽，分別與金基正和金荷娜出戰混合雙打及女子雙打項目。混合雙打方面，她與金基正在首圈以2比0輕取德國組合，第二圈再以2比0（21-18、21-19）力克5號種子、馬來西亞的陳炳順/吳柳螢晉級；但在第三圈就以1比2（16-21、21-11、11-21）不敵日本的早川賢一/松友美佐紀，16強止步。而女雙方面，她與金荷娜被列為11號種子，故於首圈輪空；第二圈先以2比0力克馬來西亞組合晉級；第三圈面對6號種子、日本組合前田美順、末綱聰子，亦以2比0（21-9、21-18）勝出；但至半準決賽，她們終以0比2（11-21、19-21）不敵頭號種子、中國的王晓理/于洋，8強止步。同年9月，她与金荷娜出战中華台北羽毛球黃金大獎賽，在女双决赛因对方退赛，赢得黃金大獎賽女双冠军。
2014年2月，鄭景銀与金荷娜出战德國羽毛球黃金大獎賽，在女双决赛以0比2（21-23、22-24）不敌赛会头号种子、日本强档的松友美佐紀/高橋禮華，赢得亚军。同年4月，她与金荷娜出战印度羽毛球超級賽，在女双决赛以1比2（10-21、21-13、16-21）不敌中国的唐渊渟/于洋，赢得亚军。同期4月，她参加本国举办的亞洲羽毛球錦標賽，与搭档金荷娜被赛会列为2号种子；在女双首圈轮空，而次圈以2比0（21-8、21-9）轻取中国香港的周凱華/潘樂恩；在半準決賽激战三局以2比1（21-9、19-21、21-17）击败了中国的区冬妮/熊梦静；在準決賽以2比1（21-23、21-15、21-16）击败了中国的夏欢/钟倩欣；在决赛以0比2（18-21、18-21）不敌中国的骆赢/骆羽，赢得亚锦赛女子双打亚军。同年5月，她入选優霸盃的女双主力，助韩国队赢得女子團體季军。同年6月，她与金荷娜出战日本羽毛球超級賽，在女双準决赛以1比2（21-15、19-21、13-21）不敌赛会4号种子、日本强档的垣岩令佳/前田美順。同年9月，她代表韩国参加本国仁川举办的2014年亞洲運動會，助韩国女队赢得女子團體银牌。同年12月，她参加阿联酋杜拜举办的世界羽聯超級系列賽總決賽，与搭档金荷娜征战女双赛事；在小组赛阶段分别击败了队友的張藝娜/金昭映以及丹麦的克里斯汀娜·彼德森/卡米拉·吕特·尤尔，唯有输给了日本的松友美佐紀/高橋禮華，以小组次名出线；在準決賽以0比2（9-21、9-21）不敌中国的田卿/赵芸蕾。

### 2015年-2016年 新老时代：大獎賽、黃金大獎賽、超級賽、首要超級賽夺冠及里約奥运捡铜
2015年3月，鄭景銀与張藝娜出战馬來西亞羽毛球首要超級賽，在女双决赛以0比2（18-21、9-21）不敌赛会3号种子、中国的骆赢/骆羽，赢得亚军。同年5月，她入选蘇迪曼盃的女双主力，助韩国队赢得混合團體季军。同年9月，她与新搭档的申昇瓚出战韓國羽毛球超級賽，在女双準决赛以0比2（14-21、13-21）不敌队友的張藝娜/李紹希。同年10月，她与申昇瓚出战丹麥羽毛球首要超級賽，在女双决赛因对方退赛，赢得成年组国际赛事的冠军，亦是她夺得羽球生涯首个首要超級賽女双冠军。同期10月，她与申昇瓚出战法國羽毛球超級賽，在女双準决赛以1比2（21-11、18-21、10-21）不敌中国的黄雅琼/汤金华。同年11月，她与申昇瓚出战韓國羽毛球大師賽，在女双决赛以1比2（7-21、21-16、19-21）不敌赛会5号种子、队友的張藝娜/李紹希，赢得亚军。同期11月，她与申昇瓚出战澳門羽毛球黃金大獎賽，在女双决赛因对方退赛，赢得黃金大獎賽女双冠军。同年12月，她与申昇瓚出战美國羽毛球大獎賽，在女双决赛以2比1（24-22、18-21、21-12）击败了队友的張藝娜/李紹希，赢得大獎賽女双冠军。
2016年1月，鄭景銀与申昇瓚出战印度羽毛球黃金大獎賽，在女双决赛以2比0（21-15、21-13）击败了赛会3号种子、荷兰强档的埃菲耶·穆斯肯斯/塞莱娜·皮克，赢得黃金大獎賽女双冠军。同年2月，她与申昇瓚出战泰國羽毛球大師賽，在女双準决赛以0比2（10-21、17-21）不敌赛会3号种子、中国的田卿/赵芸蕾。同期2月，她代表韩国参加印度海得拉巴举办的亞洲羽毛球團體錦標賽，助球队赢得女子團體季军。同年4月，她与申昇瓚出战馬來西亞羽毛球首要超級賽，在女双决赛以0比2（11-21、17-21）不敌赛会5号种子、中国的唐渊渟/于洋，赢得亚军。同期4月，她与申昇瓚出战新加坡羽毛球超級賽，在女双準决赛以0比2（18-21、13-21）不敌赛会2号种子、亚运会冠军的尼蒂娅·克里欣达·马赫斯瓦里/格雷西娅·波利。同年5月，她入选優霸盃女双主力，助韩国队赢得女子團體亚军。同年8月，她代表韩国参加巴西里约热内卢举办的奧林匹克運動會羽毛球比賽，她与申昇瓚被赛会列为5号种子出战女子雙打项目；在小组赛阶段分别击败了美国的李意恒/宝拉·琳·奥巴娜娜以及中国的骆赢/骆羽，唯有输给了丹麦的克里斯汀娜·彼德森/卡米拉·吕特·尤尔，但仍然以小组头名出线；在半準決賽激战三局以2比1（21-13、20-22、21-14）力克荷兰的埃菲耶·穆斯肯斯/塞莱娜·皮克；在準決賽直落两局以0比2（16-21、15-21）不敌赛会头号种子、总决赛冠军的松友美佐紀/高橋禮華；紧接着在銅牌賽以2比0（21-8、21-17）横扫赛会2号种子、中国的唐渊渟/于洋，为韩国羽坛增添了女子双打奥运铜牌。同年9月，她与申昇瓚出战韓國羽毛球超級賽，在女双决赛以2比0（21-13、21-11）击败了赛会3号种子、中国的骆赢/骆羽，赢得超級賽女双冠军。同年10月，她与申昇瓚出战丹麥羽毛球首要超級賽，在女双决赛以1比2（21-19、11-21、16-21）不敌赛会头号种子、奥运冠军的松友美佐紀/高橋禮華，赢得亚军。同年12月，她与申昇瓚出战韓國羽毛球大師賽，在女双决赛以2比0（21-14、21-14）击败了赛会6号种子、队友的蔡侑玎/金昭映，赢得大獎賽女双冠军。

### 2017年
2017年3月，鄭景銀与申昇瓚出战全英羽毛球首要超級賽，在女双準决赛以0比2（16-21、13-21）不敌赛会2号种子、奥运亚军的克里斯汀娜·彼德森/卡米拉·吕特·尤尔。同期3月，她与申昇瓚出战印度羽毛球超級賽，在女双準决赛以1比2（16-21、21-19、22-24）不敌赛会7号种子、日本强档的田中志穗/米元小春。同年4月，她与申昇瓚出战新加坡羽毛球超級賽，在女双準决赛以0比2（17-21、17-21）不敌赛会头号种子、奥运冠军的松友美佐紀/高橋禮華。同年5月，她入选蘇迪曼盃女双主力，助韩国队重夺了混合團體冠军。同年10月，她与老搭档的張藝娜出战丹麥羽毛球首要超級賽，在女双準决赛以0比2（9-21、20-22）不敌晚辈的李紹希/申昇瓚。

## 主要比賽成績
只列出曾進入準決賽的國際賽事成績：
| 年份   | 賽事                     | 公開賽級別 | 項目     | 拍檔         | 成績   |
| ------ | ------------------------ | ---------- | -------- | ------------ | ------ |
| 2007年 | 世界青年羽毛球錦標賽     | 其他       | 混合團體 | －           | 亞軍   |
| 2007年 | 世界青年羽毛球錦標賽     | 其他       | 女子雙打 | 柳晛榮       | 银牌   |
| 2008年 | 亚洲青年羽毛球錦標賽     | 其他       | 混合團體 | －           | 亞軍   |
| 2008年 | 亚洲青年羽毛球錦標賽     | 其他       | 女子雙打 | Lee Se Rang  | 铜牌   |
| 2008年 | 世界青年羽毛球錦標賽     | 其他       | 混合團體 | －           | 亞軍   |
| 2009年 | 泰國羽毛球黃金大獎賽     | 黃金大獎賽 | 女子雙打 | 柳晛榮       | 準決賽 |
| 2009年 | 新加坡羽毛球國際系列賽   | 國際系列賽 | 女子雙打 | Kim Jin Ock  | 冠軍   |
| 2009年 | 新加坡羽毛球國際系列賽   | 國際系列賽 | 混合雙打 | Heo Hoon Hoi | 亞軍   |
| 2009年 | 韓國羽毛球國際挑戰賽     | 國際挑戰賽 | 女子雙打 | 柳晛榮       | 冠軍   |
| 2010年 | 韓國羽毛球超級賽         | 超級賽     | 女子雙打 | 柳晛榮       | 準決賽 |
| 2010年 | 馬來西亞羽毛球超級賽     | 超級賽     | 女子雙打 | 柳晛榮       | 準決賽 |
| 2010年 | 優霸盃                   | 其他       | 女子團體 | -            | 冠軍   |
| 2010年 | 韓國羽毛球大獎賽         | 大獎賽     | 女子雙打 | 柳晛榮       | 冠軍   |
| 2011年 | 瑞士羽毛球黃金大獎賽     | 黃金大獎賽 | 女子雙打 | 金荷娜       | 亞軍   |
| 2011年 | 美國羽毛球黃金大獎賽     | 黃金大獎賽 | 女子雙打 | 金荷娜       | 亞軍   |
| 2011年 | 澳門羽毛球黃金大獎賽     | 黃金大獎賽 | 女子雙打 | 金荷娜       | 冠軍   |
| 2011年 | 韓國羽毛球黃金大獎賽     | 黃金大獎賽 | 混合雙打 | 金基正       | 亞軍   |
| 2012年 | 韓國羽毛球首要超級賽     | 首要超級賽 | 女子雙打 | 金荷娜       | 準決賽 |
| 2012年 | 德國羽毛球黃金大獎賽     | 黃金大獎賽 | 女子雙打 | 金荷娜       | 亞軍   |
| 2012年 | 印度羽毛球超級賽         | 超級賽     | 女子雙打 | 金荷娜       | 冠軍   |
| 2013年 | 韓國羽毛球首要超級賽     | 首要超級賽 | 女子雙打 | 金荷娜       | 準決賽 |
| 2013年 | 德國羽毛球黃金大獎賽     | 黃金大獎賽 | 女子雙打 | 金荷娜       | 冠軍   |
| 2013年 | 瑞士羽毛球黃金大獎賽     | 黃金大獎賽 | 女子雙打 | 金荷娜       | 冠軍   |
| 2013年 | 蘇迪曼盃                 | 其他       | 混合團體 | －           | 亞軍   |
| 2013年 | 中華台北羽毛球黃金大獎賽 | 黃金大獎賽 | 女子雙打 | 金荷娜       | 冠軍   |
| 2014年 | 德國羽毛球黃金大獎賽     | 黃金大獎賽 | 女子雙打 | 金荷娜       | 亞軍   |
| 2014年 | 印度羽毛球超級賽         | 超級賽     | 女子雙打 | 金荷娜       | 亞軍   |
| 2014年 | 亞洲羽毛球錦標賽         | 其他       | 女子雙打 | 金荷娜       | 亞軍   |
| 2014年 | 優霸盃                   | 其他       | 女子團體 | －           | 準決賽 |
| 2014年 | 日本羽毛球超級賽         | 超級賽     | 女子雙打 | 金荷娜       | 準決賽 |
| 2014年 | 亞洲運動會羽毛球比賽     | 其他       | 女子團體 | －           | 銀牌   |
| 2014年 | 世界羽聯超級系列賽總決賽 | 首要超級賽 | 女子雙打 | 金荷娜       | 準決賽 |
| 2015年 | 馬來西亞羽毛球首要超級賽 | 首要超級賽 | 女子雙打 | 張藝娜       | 亞軍   |
| 2015年 | 蘇迪曼盃                 | 其他       | 混合團體 | －           | 季軍   |
| 2015年 | 韓國羽毛球超級賽         | 超級賽     | 女子雙打 | 申昇瓚       | 準決賽 |
| 2015年 | 丹麥羽毛球首要超級賽     | 首要超級賽 | 女子雙打 | 申昇瓚       | 冠軍   |
| 2015年 | 法國羽毛球超級賽         | 超級賽     | 女子雙打 | 申昇瓚       | 準決賽 |
| 2015年 | 韓國羽毛球大師賽         | 大獎賽     | 女子雙打 | 申昇瓚       | 亞軍   |
| 2015年 | 澳門羽毛球黃金大獎賽     | 黃金大獎賽 | 女子雙打 | 申昇瓚       | 冠軍   |
| 2015年 | 美國羽毛球大獎賽         | 大獎賽     | 女子雙打 | 申昇瓚       | 冠軍   |
| 2016年 | 印度羽毛球黃金大獎賽     | 黃金大獎賽 | 女子雙打 | 申昇瓚       | 冠軍   |
| 2016年 | 泰國羽毛球大師賽         | 黃金大獎賽 | 女子雙打 | 申昇瓚       | 準決賽 |
| 2016年 | 亞洲羽毛球團體錦標賽     | 其他       | 女子團體 | －           | 季軍   |
| 2016年 | 馬來西亞羽毛球首要超級賽 | 首要超級賽 | 女子雙打 | 申昇瓚       | 亞軍   |
| 2016年 | 新加坡羽毛球超級賽       | 超級賽     | 女子雙打 | 申昇瓚       | 準決賽 |
| 2016年 | 優霸盃                   | 其他       | 女子團體 | －           | 亞軍   |
| 2016年 | 奧林匹克運動會羽毛球比賽 | 其他       | 女子雙打 | 申昇瓚       | 銅牌   |
| 2016年 | 韓國羽毛球超級賽         | 超級賽     | 女子雙打 | 申昇瓚       | 冠軍   |
| 2016年 | 丹麥羽毛球首要超級賽     | 首要超級賽 | 女子雙打 | 申昇瓚       | 亞軍   |
| 2016年 | 韓國羽毛球大師賽         | 大獎賽     | 女子雙打 | 申昇瓚       | 冠軍   |
| 2017年 | 全英羽毛球首要超級賽     | 首要超級賽 | 女子雙打 | 申昇瓚       | 準決賽 |
| 2017年 | 印度羽毛球超級賽         | 超級賽     | 女子雙打 | 申昇瓚       | 準決賽 |
| 2017年 | 新加坡羽毛球超級賽       | 超級賽     | 女子雙打 | 申昇瓚       | 準決賽 |
| 2017年 | 蘇迪曼盃                 | 其他       | 混合團體 | －           | 冠軍   |
| 2017年 | 丹麥羽毛球首要超級賽     | 首要超級賽 | 女子雙打 | 張藝娜       | 準決賽 |
| 2018年 | 韓國羽毛球大師賽         | 超級300賽  | 女子雙打 | 張藝娜       | 冠軍   |
| 2019年 | 瑞士羽毛球公開賽         | 超級300賽  | 女子雙打 | 張藝娜       | 冠軍   |
| 2019年 | 馬來西亞羽毛球公開賽     | 超級750賽  | 女子雙打 | 張藝娜       | 準決賽 |
| 2019年 | 加拿大羽毛球公開賽       | 超級100賽  | 女子雙打 | 白荷娜       | 準決賽 |
| 2019年 | 美國羽毛球公開賽         | 超級300賽  | 女子雙打 | 白荷娜       | 亞軍   |
| 2019年 | 海得拉巴羽毛球公开赛     | 超級100賽  | 女子雙打 | 白荷娜       | 冠軍   |
| 2019年 | 丹麥羽毛球公開賽         | 超級750賽  | 女子雙打 | 白荷娜       | 冠軍   |
| 2019年 | 香港羽毛球公開賽         | 超級500賽  | 女子雙打 | 白荷娜       | 準決賽 |
| 2019年 | 賽義德·莫迪羽毛球國際賽  | 超級300賽  | 女子雙打 | 白荷娜       | 冠軍   |
| 2020年 | 泰國羽毛球大師賽         | 超級300賽  | 女子雙打 | 白荷娜       | 亞軍   |
| 2022年 | 韓國羽毛球公開賽         | 超級500賽  | 女子雙打 | 張藝娜       | 準決賽 |

| 2007-2017年 | 首要超級賽 | 超級賽 | 黃金大獎賽 | 大獎賽 | 國際挑戰賽 | 國際系列賽 | 未來系列賽 | 其他 |

| 2018-2026年 | 總決賽 | 超級1000賽 | 超級750賽 | 超級500賽 | 超級300賽 | 超級100賽 | 國際挑戰賽 | 國際系列賽 | 未來系列賽 | 其他 |

### 世界冠軍頭銜
鄭景銀在羽毛球生涯中共奪得2項羽毛球世界冠軍頭銜。
| 賽事     | 奪冠次數 | 年份               |
| -------- | -------- | ------------------ |
| 尤伯杯   | 1        | 2010年（女子團體） |
| 蘇迪曼盃 | 1        | 2017年（混合團體） |
| 總計     | 2        |                    |

### 奧運會和世錦賽參賽紀錄
|          | 搭檔   | 2010 | 2011 | 2012     | 2013 | 2014 | 2015 | 2016 | 2017 |
| -------- | ------ | ---- | ---- | -------- | ---- | ---- | ---- | ---- | ---- |
| 女子雙打 | 柳晛榮 | 8強  | －   | －       | －   | －   | －   | －   | －   |
| 女子雙打 | 金荷娜 | －   | －   | 取消資格 | 8強  | 16強 | －   | －   | －   |
| 女子雙打 | 張藝娜 | －   | －   | －       | －   | －   | 16強 | －   | －   |
| 女子雙打 | 申昇瓚 | －   | －   | －       | －   | －   | －   | 銅牌 | 8強  |
|          |        |      |      |          |      |      |      |      |      |
| 混合雙打 | 金基正 | －   | －   | －       | 16強 | －   | －   | －   | －   |